# Шези-сюр-Марн
Шези́-сюр-Марн (фр. Chézy-sur-Marne) — коммуна во Франции, находится в регионе Пикардия. Департамент коммуны — Эна. Входит в состав кантона Эссом-сюр-Марн. Округ коммуны — Шато-Тьерри.
Код INSEE коммуны — 02186.

## Население
Население коммуны на 2010 год составляло 1327 человек.
| 1962 | 1968 | 1975 | 1982 | 1990 | 1999 | 2010 |
| ---- | ---- | ---- | ---- | ---- | ---- | ---- |
| 948  | 1013 | 1113 | 1262 | 1257 | 1323 | 1327 |

## Экономика
В 2010 году среди 819 человек трудоспособного возраста (15—64 лет) 579 были экономически активными, 240 — неактивными (показатель активности — 70,7 %, в 1999 году было 73,2 %). Из 579 активных жителей работали 529 человек (269 мужчин и 260 женщин), безработных было 50 (20 мужчин и 30 женщин). Среди 240 неактивных 54 человека были учениками или студентами, 119 — пенсионерами, 67 были неактивными по другим причинам.